# 溝線突頜三鰭䲁
溝線突頜三鰭䲁（學名：Ucla xenogrammus），為輻鰭魚綱䲁形目三鰭䲁科突頜三鰭䲁屬的一個種，分布於太平洋區，包括越南、菲律賓、帛琉、加羅林群島到巴布亞新幾內亞、澳洲 (包括聖誕島) 、索羅門群島、斐濟、東加至美屬薩摩亞等海域，深度2至41公尺，體長可達3.6公分，棲息在珊瑚礁潟湖及臨海礁石，雌魚產附著性卵在藻類築的巢，雄魚會守護卵，幼魚為浮游性，生活習性不明。